# Апофеоз долара
«Апофео́з до́лара» — картина іспанського художника  Сальвадора Далі, написана у 1965 році. Зберігається у Театрі-музеї Сальвадора Далі у Фігерасі, в залі ювелірних робіт.

## Опис
В цьому полотні, як і в своєму Театрі-музеї, Далі виразив усі тенденції, міфи та нав'язливі ідеї, котрим віддавав данину усе своє життя. Перелічені лише деякі з них: Марсель Дюшан, в лівій частині картини, в костюмі Людовика XIV, з лютнистом Ватто на голові; фігура гофмаршала Хосе Ньєто в образі квартирмейстера з «Лас Менінас» Веласкеса написана тут тричі. Поруч із Дюшаном-Людовиком — профіль Гермеса роботи Праксителя, в тіні носа Гермеса ховається фігура Гете, а в кутку рота — портрет Вермеєра Делфтського. В правій частині картини Далі, подібно Веласкесу, зображує себе, працюючого над портретом Гала, а поруч із нею подвійний образ — дантівська Беатриче, в якій водночас можна побачити уклінного Дон Кіхота. Зверху ми бачимо розбиту армію Наполеона, а в лівому верхньому куті чітко розрізняємо учасників «Битви при Тетуані» (в першій групі помітна схожість з роботами Мейсоньє, а в другій — з Фортуня).